# Sprong (turnonderdeel)

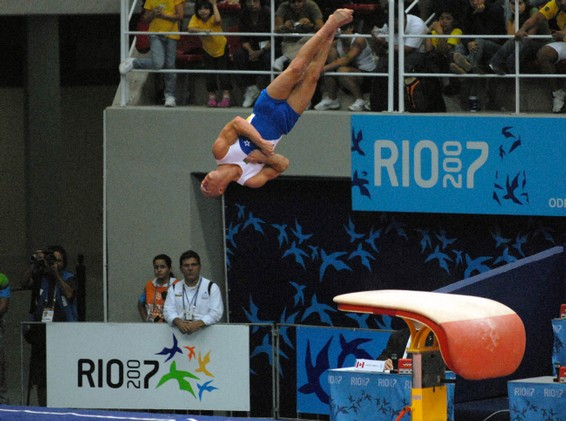
Moderne versie van het apparaat

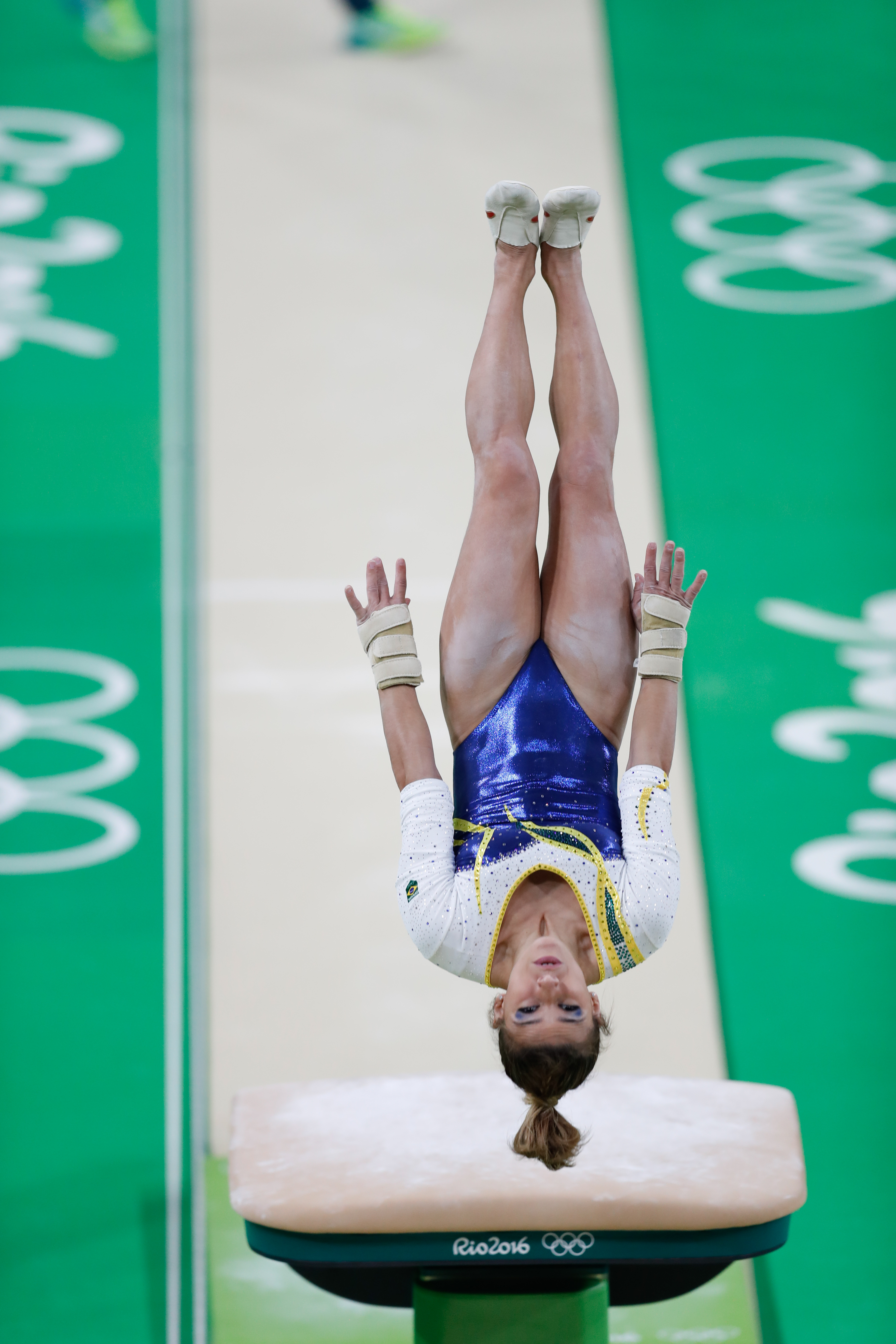
Jade Barbosa tijdens de Olympische Zomerspelen van 2016

De sprong is een discipline uit het toestelturnen die wordt uitgevoerd op het toestel paard. Het is een onderdeel van zowel het mannenturnen als het vrouwenturnen.

## Het toestel
Aanvankelijk sprongen de gymnasten over een "paard", gelijk aan het paard met bogen maar dan zonder de bogen. Bij de mannen stond het toestel in de lengte op gesteld, bij de vrouwen in de breedte. 
Omdat door de toenemende moeilijkheidsgraad van de sprongen het klassieke paard onveilig was geworden, is het paard in de hoogste niveaus van het turnen sinds 2002 vervangen door de pegases. Dit toestel is ontworpen door het Nederlandse bedrijf Janssen-Fritsen, wereldwijde leverancier van turnmateriaal. 
In de turnwereld worden de termen paard en pegases door elkaar gebruikt. 

## Sprong als turndiscipline
De turner vangt vanuit de beginpositie aan met een aanloop, zet vervolgens krachtig af op de springplank, plaatst de handen op het paard, waarna er een acrobatische sprong naar keuze volgt. De snelheid van de aanloop is medebepalend voor de essentiële krachtige afzet. De kracht waarmee wordt afgezet is weer van belang voor de hoogte en de lengte van de sprong, wat het mogelijk aantal acrobatische manoeuvres bepaalt. De sprong wordt afgesloten met een landing, die van groot belang is voor de score.
Een belangrijke soort sprong is de Joertsjenko (in het Engels gespeld als 'Yurchenko'), genoemd naar Natalja Joertsjenko. Daarbij doet de gymnast een rondat vóór het paard waarna de handen achterwaarts op het paard worden gezet.
De score bestaat uit de D-waarde en de E-waarde: de moeilijkheid (difficulty) en de uitvoering (execution).
Op wedstrijden turnt elke gymnast 2 sprongen, de totaalscore is dan het gemiddelde van de 2 sprongen. 